# レーゲンスブルク近郊でのアヴァール人に対するカール大帝の勝利
『レーゲンスブルク近郊でのアヴァール人に対するカール大帝の勝利』（レーゲンスブルクきんこうでのアヴァールじんにたいするカールたいていのしょうり、独:  Der Sieg Karls des Großen über die Awaren bei Regensburg、英: The Victory of Charlemagne over the Avars near Regensburg）は、ドイツ・ルネサンス期の画家アルブレヒト・アルトドルファーが1518年に菩提樹板上に油彩で制作した絵画である。ニュルンベルクにあるゲルマン国立博物館に所蔵されている。

## 作品
絵画は、レーゲンスブルク近郊における戦闘でのアヴァール人に対するカール大帝の勝利を表している。伝説によれば、この戦闘は2晩3日続いた。カール大帝は異教徒と戦う理想的なキリスト教の指導者として描かれ、画面上部に見える復讐しようとする天使に助けられている。本作を触発した伝説では、天使は大帝と彼の聖職者たちの祈祷を聞いて、助けるために駆けつけ、大帝がキリスト教に改宗させるべきすべての国を彼に明らかにした。戦闘の舞台は、理想化された町の情景の前に設定されている。アルトドルファーは、16世紀の戦闘による大量虐殺とはどのようなものであったのかを示す光景を、当時の典型的な武器とともに描いている。
勝利に感謝して、大帝はレーゲンスブルクに修道院を設立した。1514年に、地元の司祭、神聖ローマ皇帝、市の評議会の間で修道院の将来に関する対立が起こった。本作はその対立中に制作されたが、おそらく修道院と市の評議会の委嘱によるものである。